# Oxfordshire
Oxfordshire (pronunciat /ˈɒksfərdʃər/ o /-ʃɪər/) abreujat Oxon, és un comtat del sud-est d'Anglaterra. Limita amb Northamptonshire, Buckinghamshire, Berkshire, Wiltshire, Gloucestershire i Warwickshire. La capital és la ciutat d'Oxford, famosa per la seva universitat i per les publicacions de la seva impremta.
És un comtat poc poblat, comparat amb els de la rodalia. L'economia d'Oxfordshire ha estat molt relacionada amb la pagesia i el món dels estudis; actualment, però només l'u per cent de la població treballa en el sector primari, mentre que la universitat continua sent un lloc de prestigi.

## Geografia

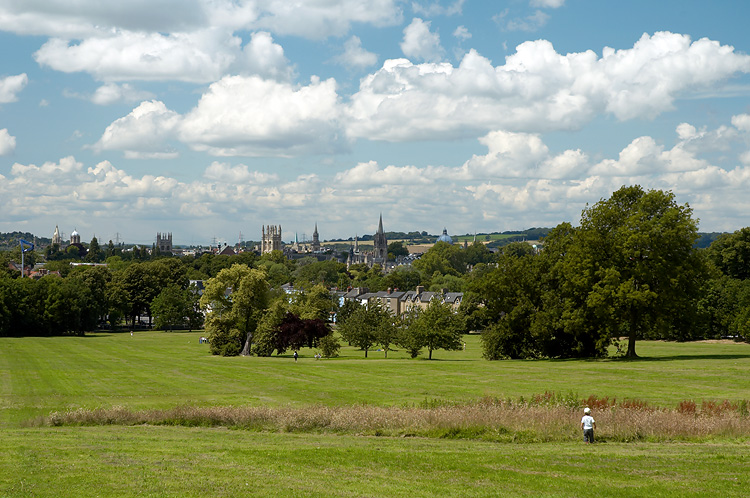
La plana d'Oxford.

Oxfordshire és el territori situat entre el riu Tàmesi, al sud, els Cotswolds a l'oest, els Chilterns a l'est i els Midlands al nord. Hi ha carreteres que travessen el territori cap al sud fins a Henley-on-Thames i cap al nord fins a Banbury. Les seves terres han estat sempre valorades per la producció agrícola.
Des del punt de vista geològic el terreny està configurat per capes d'argila procedents d'una glacera del Quaternari, barrejats amb depòsits de grava arrossegats per l'antic curs dels rius. Per sobre d'aquests materials estan els materials resultat de l'erosió durant el Terciari. Tot i que les glaceres del Plistocè gairebé no van penetrar en el comtat, el terreny es va veure molt afectat per la presència de gel i neu que va causar forts arrossegaments de fang, pedres i aigua pels vessants de la conca del Tàmesi durant els períodes de fusió, probablement estacionals. Els senyals d'aquest moviment són omnipresents. Aquest flux de fang i pedres és semblant al que va formar afloraments (anomenats en anglès coombe rock), encara que en aquest cas es tracta de la mateixa roca de creta de què estan fets els Chilterns. De tant en tant apareixen nòduls de sílex que estan estriats com a resultat de tot aquest flux. Aquesta intensa erosió va causar valls profundes als extrems del comtat que ara estan seques o bé estan solcades per deus subterrànies que acumulen l'aigua de la pluja i brollen en èpoques de pluges intenses. Al centre el relleu és predominantment pla.
El punt més elevat del comtat és White Horse Hill o turó del Cavall Blanc, que assoleix els 261 metres.

## Història

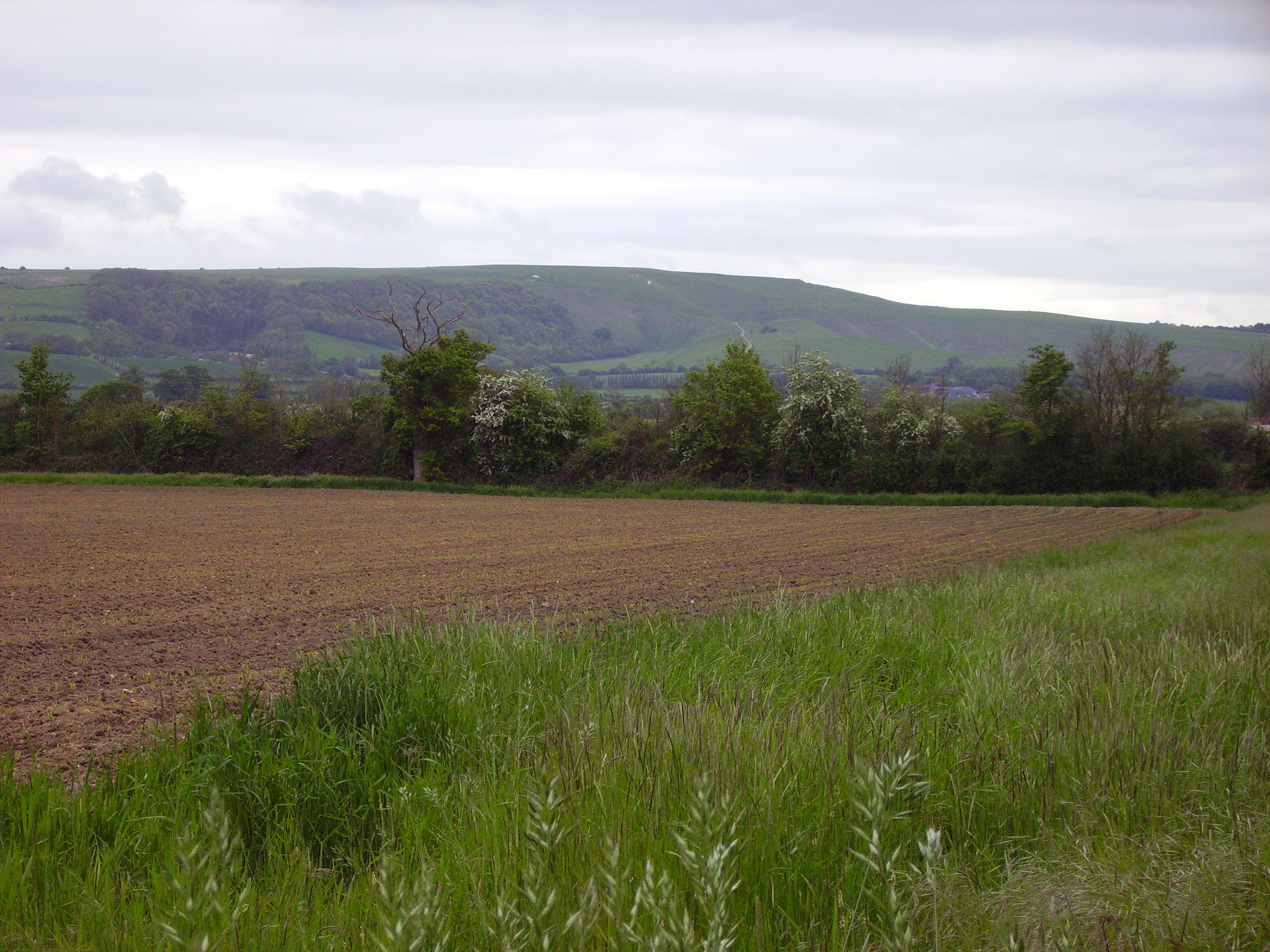
Turó del Cavall Blanc, a Wantage.

No va ser fins a l'establiment al segle VIII d'un poblat a Oxford que aquestes terres van començar a tenir importància històrica. El comtat va sorgir com una porció del regne anglosaxó de Wessex. A mitjan segle VII va ser un territori disputat per Mèrcia i Wessex. Alfred el Gran va néixer a l'altra riba del Tàmesi, a Wantage, una vila situada en la vall del Cavall Blanc. La Universitat d'Oxford es va fundar el 1096, encara que l'estructura de l'església de la universitat no es va construir fins més tard. La capital del comtat, que té un nom que evidencia el passat agrícola, («el gual dels bous»), va créixer en importància des dels inicis de l'edat mitjana. A partir del segle xiii la gent d'aquest territori va participar en la cria de ramats i producció de llana que va enriquir sobretot la part oest del comtat. L'empresa Morris Motors es va fundar el 1912 a Oxford, i va introduir la indústria pesant en un comtat on la pagesia era la principal font econòmica.
Durant la major part de la seva història el comtat va estar dividit en catorze hundreds: Bampton, Banbury, Binfield, Bloxham, Bullingdon, Chadlington, Dorchester, Ewelme, Langtree, Lewknor, Pyrton, Ploughley, Thame i Wootton. En els registres del segle xi consta que a Oxfordshire hi havia 2.400 hides o explotacions agrícoles de tipus familiar. El hundred de Wroxton era el més extens i estava subdividit en tres parts. El rei tenia cinc finques de la seva propietat en aquest comtat: a Bensington, Headington, Wootton, Shipton-under-Wychwood, Bampton, Kirtlington i Bloxham. Hi havia també cinc zones boscoses on els reis normands i els seus cavallers anaven de cacera: Shotover, Stowood, Woodstock, Cornbury, i Wychwood.
Amb una llei del 1885 el comtat va quedar dividit en tres districtes: Oxfordshire Centre (amb capital a Woodstock), Oxfordshire Nord (a Banbury) i Oxfordshire Sud (a Henley). Una llei del 1918 va reduir els districtes a dos, amb seus a Banbury i Henley.
El districte Vall del Cavall Blanc i parts d'Oxfordshire Sud, territoris situats al sud del riu Tàmesi, van ser anteriorment part del comtat de Berkshire, però van ser transferits a Oxfordshire el 1974. Conversely, i Caversham (àrea de Reading), que actualment formen part de Berkshire, van ser anteriorment part d'Oxfordshire. El mateix va passar amb la parròquia civil de Stokenchurch, que ara pertany a l'administració de Buckinghamshire.

## Poblacions

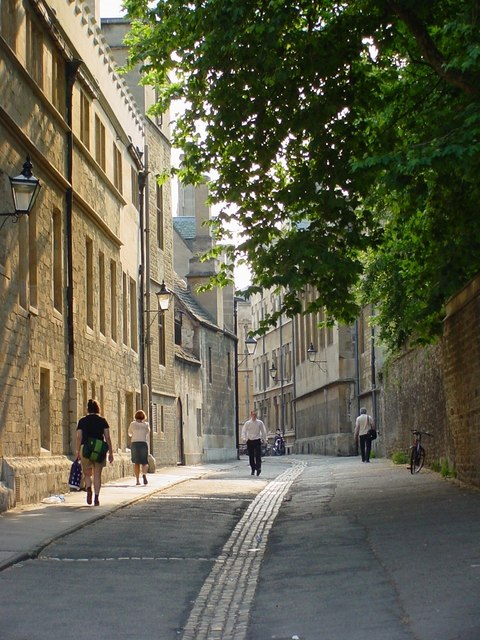
Un carrer d'Oxford

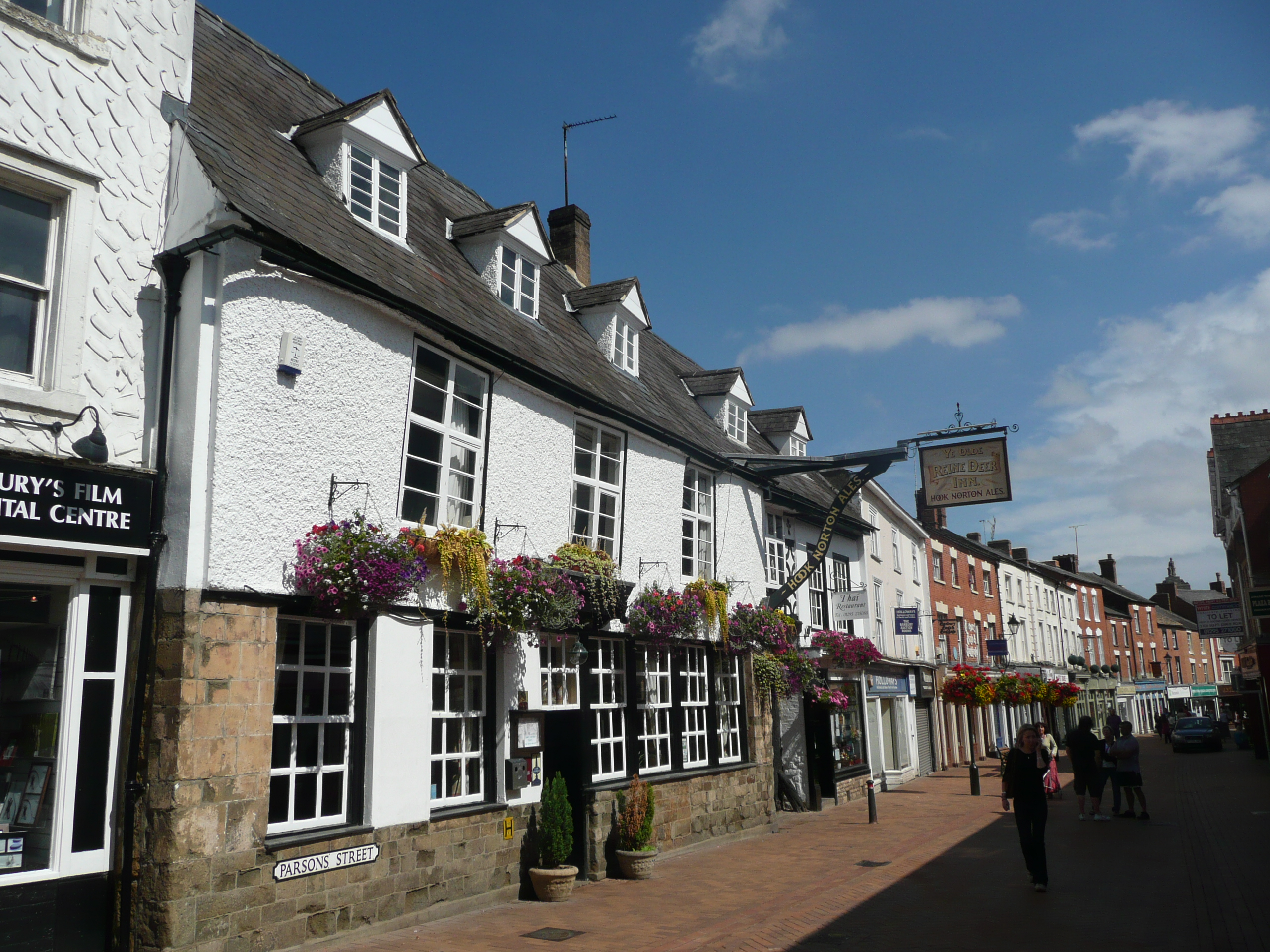
Banbury

La següent llista són les poblacions amb major nombre d'habitants segons el cens del 2011:
- Oxford (150.200 hab)
- Banbury (46.853 hab)
- Abingdon-on-Thames (33.130 hab)
- Bicester (32.642 hab)
- Witney (27.522 hab)
- Didcot (25.140 hab)
- Carterton (15.769 hab)
- Kidlington (13.723 hab)
- Henley-on-Thames (11.619 hab)
- Thame (11.561 hab)
- Wantage (11.327 hab)
- Wallingford (7.918 hab)
- Grove, Oxfordshire (7.178 hab)
- Faringdon (7.121 hab)
- Woodstock (3.100 hab)

## Economia

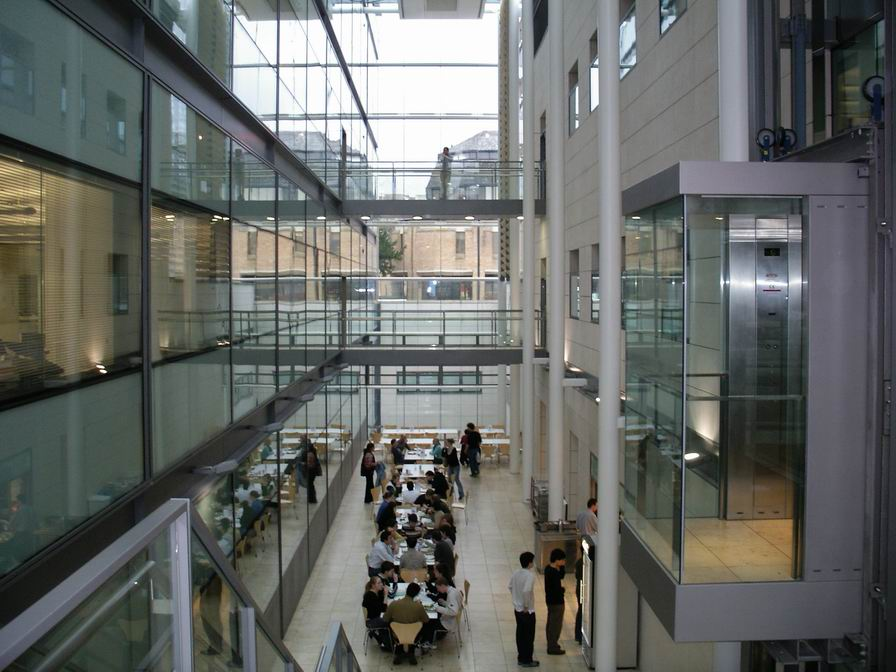
Universitat d'Oxford, departament de química.

La importància de la pagesia ha declinat ràpidament des dels inicis del segle xx; actualment només un u per cent de la població treballen en aquest sector, sobretot a causa de la mecanització d'aquestes feines. Això no obstant, Oxfordshire continua sent un comtat eminentment agrícola pel que fa a l'ús de les seves terres.
La Universitat d'Oxford, a més d'atreure estudiants d'arreu del món, és un centre turístic. Aquesta universitat, en els darrers anys ha propiciat l'aparició d'empreses relacionades amb la biotecnologia.
La següent taula indica l'evolució en els darrers anys del producte interior brut desglossat per sectors, amb valors expressats en milions de lliures esterlines. La suma dels valors parcials pot no coincidir amb els valors totals a causa dels arrodoniments.
| any  | valor afegit brut regional | sector primari | sector secundari | sector terciari |
| ---- | -------------------------- | -------------- | ---------------- | --------------- |
| 1995 | 7.607                      | 120            | 2.084            | 5.404           |
| 2000 | 10.594                     | 80             | 2.661            | 7.853           |
| 2003 | 12.942                     | 93             | 2.665            | 10.184          |